# 拉布拉多灰狼
拉布拉多灰狼（學名：Canis lupus labradorius）是一個原產自拉布拉多和魁北克省的灰狼亞種。它的颜色被描述为从深灰色到几乎白色，與紐芬蘭狼的血緣相近。拉布拉多灰狼在分類學權威參考書世界哺乳動物物種 （2005年）中被認為是狼的亞種。

## 描述
拉布拉多灰狼是中型狼，成年狼的平均体重从60磅到70磅（约27到32公斤）。拉布拉多狼有灰狼的许多特征。例如，它们有又长又浓密的尾巴、直立的尖耳朵和灰色的毛皮。但與灰狼不同的是拉布拉多狼的毛通常是白色或非常浅灰色，而不是深斑驳的灰色。雌性拉布拉多灰狼的體型通常比雄性的的大。與雄性相比，雌性擁有更長的腿，更瘦的身體和更長的尾巴。

## 歷史
由於1900年代早期的過度狩獵，導致拉布拉多狼的目擊在上世紀五十年代並不常見。大約在那個時期，馴鹿的數量開始以穩定的速度增長，也同時導致了狼群的增加。然而，拉布拉多狼數量的增加不足以抵消該地區馴鹿的持續增加，導致對捕食限制的假設需要重新考慮。
在2000年代末和2010年代初，在紐芬蘭島上以有幾起已確認和未經證實的拉布拉多狼的目擊。2012年3月，一名獵人在博納維斯塔半島開槍打死了一隻大型犬科動物，他認為這是一隻郊狼，但經基因檢測後發現它是一隻拉布拉多狼。2012年7月，YouTube上發佈的一段視頻顯示，一隻狗表現出了狼的幾乎所有特徵。該視頻拍攝於特拉诺华国家公园的Clode Sound，使用為沿海河獭联合研究项目而设置的运动敏感步道摄像头進行拍摄。2012年8月23日，紐芬蘭和拉布拉多環境與保護部公佈了於2009年在拜韋爾特半島捕獲的大型犬類的基因檢測結果，證實該物種也是拉布拉多狼。